# 富居站
富居站（韓語：부거역）是朝鮮民主主義人民共和國咸镜北道清津市青岩区域富居里的一個鐵路車站，属于平罗线。

## 邻近车站
平羅線
沙口站 - 富居站 - 三海站